# Козинці (Переяслав-Хмельницький район)
Козинці  — колишнє село у Переяслав-Хмельницькому районі Київської області. Було затоплене Канівським водосховищем.

## З історії
За козаччини Козинці належали до Трахтемирівської сотні Переяславського полку.
За описом Київського намісництва 1781 року село відносилось до Переяславського повіту даного намісництва і у ній нараховувалось 73 хати виборних козаків, козаків підпомічників, посполитих, різночинських і козацьких підсусідків.
За книгою Київського намісництва 1787 року в Козинцях проживало 219 душ. Було у володінні різного звання «казених людей», козаків і власників: бунчукового товариша Федора Гриневича, бунчукового товариша Лук'яна Каневського, судді полкового Івана Ісаєвича.
З ліквідацією Київського намісництва, село у складі Переяславського повіту перейшло до Полтавської губернії.
У 1926 році було 180 господарств, де проживало 1063 чоловік.
У 1930 році, як результат радянської колективізації,  в Козинцях був утворений колгосп ім. Сталіна. Загальна кількість померлих від Голодомору, зафіксована у вцілілих книгах запису актів про смерть за 10 місяців 1932 року (22 записи) і весь 1933 рік (131 запис) – 153 жителі. 
У 1954 році Козинецька та В'юнищенська сільські ради були об'єднані у В'юнищенську сільраду з центром у селі В'юнище. 
У грудні 1973-го року, за рішенням виконавчого комітету Київської обласної ради депутатів трудящих №628 «Про зміни в адміністративно-територіальному поділі деяких районів області» села В'юнище, Городище і Козинці В'юнищенської сільради Переяслав-Хмельницького району були виключені з облікових даних «у зв’язку з переселенням жителів». Що було зумовлено затопленням села водами Канівського водосховища.